# Criterion Theatre
El Criterion Theatre es un teatro del West End situado en Piccadilly Circus en la Ciudad de Westminster, Londres, y declarado monumento clasificado de Grado II*. Tiene un aforo de 588 personas.

## Construcción
En 1870, Spiers y Pond empezaron a desarrollar la parcela del White Bear, una posada del siglo xvii que se encontraba en terrenos inclinados situados entre Jermyn Street y Piccadilly Circus, conocido entonces como Regent Circus. Se convocó un concurso para el diseño de una sala de conciertos, que recibió quince propuestas y ganó Thomas Verity, a quien le encargaron que diseñara un gran restaurante, comedores, un salón de baile, y una sala de conciertos con una galería en el sótano. La fachada, que daba hacia el restaurante, mostraba la influencia del Renacimiento francés y usaba piedra de Pórtland.
Tras el inicio de las obras, se decidió transformar la sala de conciertos en un teatro. No obstante, se mantuvieron los nombres de compositores que decoran las escaleras de azulejos y pueden verse todavía en la actualidad. Este cambio hizo que se colocara el gran Criterion Restaurant y los comedores encima del teatro, y un salón de baile en la planta más alta. El edificio se completó en 1873 y su decoración interior fue realizada por Simpson and Son.
Cuando Spiers y Pond solicitaron una licencia de funcionamiento, las autoridades mostraron sus reticencias debido a que el teatro estaba en un subterráneo e iluminado por gas, creando el riesgo de vapores tóxicos. La Metropolitan Board of Works tuvo que votar dos veces antes de que se concediera la licencia necesaria, y se tenía que bombear aire fresco en el auditorio para evitar que la audiencia se asfixiara. No fue hasta octubre de 1881, en el Savoy, cuando se iluminó por primera vez con electricidad un teatro.

## Primeros años
La primera producción se estrenó el 21 de marzo de 1874 bajo la dirección de Henry J. Byron y E. P. Hingston. El programa consistía en An American Lady, escrita e interpretada por Byron, y una pieza de W. S. Gilbert con música de Alfred Cellier, titulada Topsyturveydom. El evento aparentemente no causó una gran impresión a Gilbert: en una carta de 1903 a Thomas Edgar Pemberton, autor del libro sobre el Criterion, Gilbert escribió: «Lamento decir que en mi mente hay un vacío absoluto respecto a la inauguración del Criterion. Nunca he visto Topseyturveydom. Si tienes una copia y puedes prestármela durante unas horas podría refrescarme la memoria, ya que ahora mismo ni siquiera sé de qué trataba la obra.» No obstante, Gilbert había vuelto al teatro en 1877 con su farsa On Bail (una versión revisada de su obra de 1874 Committed for Trial); en 1881, con otra farsa, Foggerty's Fairy; y en 1892, con una ópera cómica, Haste to the Wedding, con música de George Grossmith (una versión operística de la obra de Gilbert de 1873 The Wedding March). Haste to the Wedding fue un fracaso, pero presentó al hijo del compositor, George Grossmith, Jr., de dieciocho años de edad, a la escena londinense. El joven Grossmith se convertiría en una gran estrella de la comedia musical eduardiana.
Charles Wyndham se convirtió en el director y arrendatario del teatro en 1875, y bajo su dirección el Criterion se convirtió en una de las casas de comedia ligera más importantes de Londres. La primera producción bajo la nueva dirección fue The Great Divorce Case, estrenada el 15 de abril de 1876. Cuando Wyndham dejó el Criterion en 1899 para abrir su propio teatro, el Wyndham's Theatre (y posteriormente el New Theatre, actualmente llamado Noël Coward Theatre, en 1903), siguió siendo el arrendatario, trayendo a varios directores y sus compañías.
En marzo de 1883, el teatro cerró para que se realizaran las modificaciones exigidas por el Metropolitan Board of Works, ya que el bombeo de aire fresco en el auditorio, a unos nueve metros por debajo del nivel de la calle, se consideraba insatisfactorio. Thomas Verity supervisó las modificaciones (Verity también había diseñado el Comedy Theatre en 1881 y el Empire Theatre en 1882). El nuevo conducto de ventilación directa implicó eliminar una parte considerable del restaurante del Criterion. Se construyeron nuevos pasillos, con varias salidas nuevas. El auditorio se reconstruyó y el escenario se reequipó. Los antiguos vestidores fueron demolidos y se construyeron unos nuevos. Más importante, se instaló electricidad. Dramatic Notes (1884) afirma: «El Criterion Theatre, transformado de una caja mal ventilada a una casa cómoda, elegante y bien ventilada, reabrió el 16 de abril». Entre 1902 y 1903, cuando el teatro estuvo cerrado durante siete meses, se realizaron más modificaciones y remodelaciones.

## SigloXX
En la época de entreguerras, entre las producciones se encontraban Musical Chairs con John Gielgud y, en 1936, French Without Tears, que se representó 1039 veces y lanzó la carrera de escritor de Terence Rattigan. Durante la Segunda Guerra Mundial, el Criterion fue requisado por la BBC —al ser un teatro subterráneo era un estudio ideal a salvo del Blitz— y allí se grabaron o se retransmitieron en directo varios programas de entretenimiento. Tras la guerra, el repertorio del Criterion incluía obras de vanguardia como Esperando a Godot de Samuel Beckett. A principios de 1956 se produjo la llegada de la popular comedia de Anouilh El vals de los toreros, con las impresionantes actuaciones de Hugh Griffith y Beatrix Lehmann.
En los años setenta, se propuso la recalificación de la parcela del Criterion, lo que causó protestas, ya que se temía que se demoliera el teatro. En febrero de 1975, el GLC Planning Committee aprobó el proyecto con la condición de que el teatro continuara en «uso completo, continuo e ininterrumpido» mientras tenían lugar las obras. Durante los años setenta y principios de los ochenta escaló la disputa, y el Equity Save London's Theatre Committee organizó manifestaciones de alto perfil porque temía que se demoliera el teatro. Entre los defensores de esta campaña se encontraban John Gielgud, Edward Woodward, Diana Rigg, Robert Morley y Prunella Scales.
En los años ochenta, el edificio del teatro fue comprado por Robert Bourne, un magnate inmobiliario y mecenas del arte, y su esposa, la empresaria del teatro Sally Greene. La pareja fundó el Criterion Theatre Trust, una organización benéfica creada para proteger el futuro del Criterion. Desde 1989 hasta 1992 el teatro fue renovado tanto en su parte delantera como trasera. Durante esa época, se construyó alrededor de él la manzana que existe en la actualidad. Tras la renovación, el Criterion mantiene un auditorio victoriano bien conservado con un ambiente íntimo. Entre las producciones más importantes de las últimas dos décadas del siglo se encuentran Tom Foolery (1980–1981), Aquí no paga nadie (1981–1983), y Sálvese quien pueda (1983–1989).

## Años recientes

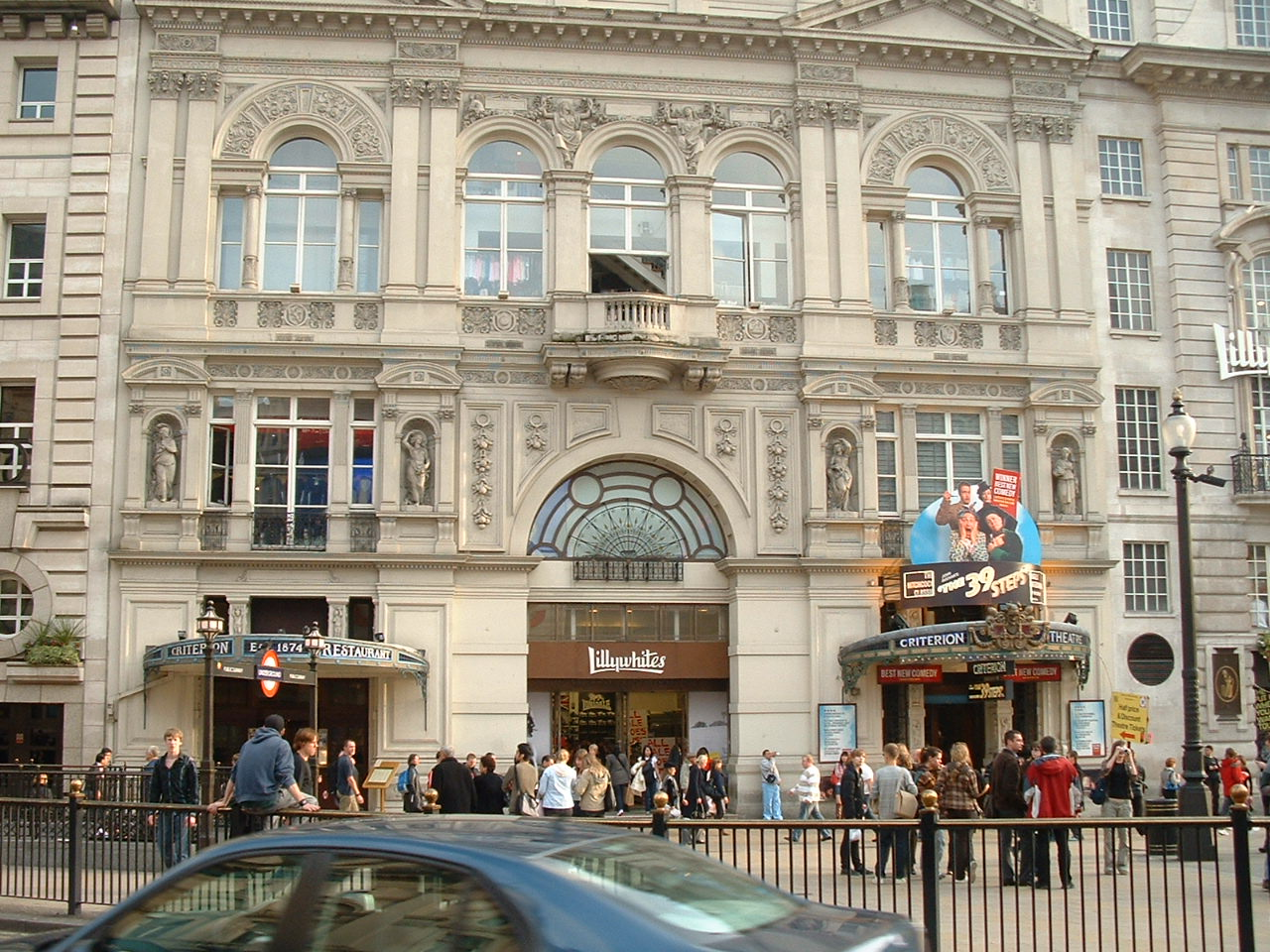
El Criterion Theatre en 2007.

Desde 1996 hasta 2005, el teatro albergó producciones de la Reduced Shakespeare Company, especialmente The Complete Works of William Shakespeare (Abridged). También albergó la primera ronda de audiciones del programa de televisión Pop Idol de la ITV, y es usado por instituciones de teatro para realizar las representaciones anuales de los estudiantes graduados.
Desde 2006 hasta 2015, el Criterion albergó el melodrama The 39 Steps, adaptado al teatro por Patrick Barlow a partir de la novela de 1915 de John Buchan, que fue adaptada al cine por Alfred Hitchcock en 1935. La Peppa Pig's Party se trasladó al Criterion Theatre para las navidades de 2010, representándose junto con The 39 Steps, y volvió durante las siguientes cuatro navidades hasta 2014.
Criterion Presents, lanzado en octubre de 2011, es un programa auxiliar de espectáculos, eventos y plataformas que tienen lugar junto a la producción principal, que se realizan a la hora del almuerzo, por la tarde y por la noche.

## Producciones notables
- Fresh Fields (enero de 1933 – febrero de 1934)
- The Complete Works of William Shakespeare (Abridged) (marzo de 1996 – abril de 2005)
- The 39 Steps (septiembre de 2006 – septiembre de 2015)
- The Comedy About a Bank Robbery (marzo de 2016).